# Бреденберг
Бреденберг (њем. Breddenberg) општина је у њемачкој савезној држави Доња Саксонија. Једно је од 60 општинских средишта округа Емсланд. Према процјени из 2010. у општини је живјело 796 становника. Посједује регионалну шифру (AGS) 3454006.

## Географски и демографски подаци
Бреденберг се налази у савезној држави Доња Саксонија у округу Емсланд. Општина се налази на надморској висини од 12 метара. Површина општине износи 8,9 km². У самом мјесту је, према процјени из 2010. године, живјело 796 становника. Просјечна густина становништва износи 89 становника/km².